# Prosena bisetosa
Prosena bisetosa là một loài ruồi trong họ Tachinidae.